# Mario Muscat
Mario Muscat (* 18. srpna 1976 Paola) je maltský fotbalový brankář a bývalý maltský reprezentant. Drtivou většinu kariéry strávil v maltském klubu Hibernians, jehož branku hájil ve 22 po sobě jdoucích sezonách maltské ligy (1993/94–2014/15). Od roku 2015 je hráčem klubu Pembroke Athleta FC, který je od ročníku 2017/18 druholigový.

## Klubová kariéra
Mario Muscat odehrál rekordních 528 utkání v maltské nejvyšší soutěži za Hibernians Paola (488), Vittoriosa Stars (12) a Pembroke Athleta (28) a vstřelil 1 branku (za Hibernians). S Hibernians se stal pětkrát mistrem Malty a čtyřikrát vítězem maltského poháru.

### Prvoligová bilance
| Ročník          | Zápasy | Góly | Klub                |
| --------------- | ------ | ---- | ------------------- |
| I. liga 1993/94 | 18     | 0    | Hibernians FC       |
| I. liga 1994/95 | 12     | 0    | Hibernians FC       |
| I. liga 1995/96 | 13     | 0    | Hibernians FC       |
| I. liga 1996/97 | 15     | 0    | Hibernians FC       |
| I. liga 1997/98 | 23     | 0    | Hibernians FC       |
| I. liga 1998/99 | 26     | 0    | Hibernians FC       |
| I. liga 1999/00 | 24     | 0    | Hibernians FC       |
| I. liga 2000/01 | 25     | 1    | Hibernians FC       |
| I. liga 2001/02 | 26     | 0    | Hibernians FC       |
| I. liga 2002/03 | 28     | 0    | Hibernians FC       |
| I. liga 2003/04 | 27     | 0    | Hibernians FC       |
| I. liga 2004/05 | 27     | 0    | Hibernians FC       |
| I. liga 2005/06 | 24     | 0    | Hibernians FC       |
| I. liga 2006/07 | 25     | 0    | Hibernians FC       |
| I. liga 2007/08 | 19     | 0    | Hibernians FC       |
| I. liga 2008/09 | 28     | 0    | Hibernians FC       |
| I. liga 2009/10 | 25     | 0    | Hibernians FC       |
| I. liga 2010/11 | 22     | 0    | Hibernians FC       |
| I. liga 2011/12 | 31     | 0    | Hibernians FC       |
| I. liga 2012/13 | 29     | 0    | Hibernians FC       |
| I. liga 2013/14 | 19     | 0    | Hibernians FC       |
| I. liga 2013/14 | 12     | 0    | Vittoriosa Stars FC |
| I. liga 2014/15 | 2      | 0    | Hibernians FC       |
| I. liga 2014/15 | –      | –    | Qormi FC            |
| I. liga 2015/16 | 24     | 0    | Pembroke Athleta FC |
| I. liga 2016/17 | 4      | 0    | Pembroke Athleta FC |
| CELKEM I. LIGA  | 528    | 1    |                     |

## Reprezentační kariéra
Od roku 1996 do 2009 byl členem maltského reprezentačního A-mužstva.